# إلتيسلي (كامبريدجشير)
إلتيسلي (بالإنجليزية: Eltisley)‏ هي أبرشية مدنية تقع في المملكة المتحدة في إنجلترا. يقدر عدد سكانها بـ 421 نسمة .